# Вогт, Кэти
Кэтлин (Кэти) Вогт (Грегг) (англ. Kathleen "Kathy" Vogt; 7 марта 1959 года в Элкхарте, штат Индиана, США) — канадская конькобежка американского происхождения специализирующаяся в конькобежный спорте и шорт-треке. Участвовала в самом первом неофициальном чемпионате мира по шорт-треку в Шампейне, США. Участвовала в Олимпийских играх 1976 и Олимпийских играх 1980 годов в конькобежном спорте. Двукратная чемпионка мира в шорт-треке, серебряный призёр чемпионата Канады в конькобежном спорте.

## Биография
Кэтлин Вогт после переезда из США в Канаду, проживала в Манитобе. Она начала заниматься конькобежным спортом в возрасте 14 лет и до конца карьеры продолжала в нём участвовать, параллельно соревнуясь в шорт-треке. В 1975 году выиграла чемпионат Манитобы в абсолютном зачёте многоборья, а через год впервые участвовала на юниорском чемпионате мира. В 17 лет она попала на зимние Олимпийские игры в Инсбруке в качестве конькобежца, где заняла 21 место на дистанции 500 метров и и 23-е на 1500 метров. 
Тогда же она приняла участие на чемпионате мира по шорт-треку в Шампейне и заняла 2-е место в абсолютном зачёте, при этом выиграла золотую медаль на 500 метров. В 1977 году она вновь заняла 2-е место в общем зачёте на чемпионате мира по шорт-треку и взяла ещё золото на 1500 метров. Тем самым стала двукратной чемпионкой мира в 18 лет. А на чемпионате мира в классическом многоборье года заняла 17-е место. Через год дебютировала на чемпионате мира в спринтерском многоборье, где стала 12-й.
В марте того же года на чемпионате мира в классическом многоборье поднялась на 16-е место. Следующие 2 года она продолжала участвовать на мировых чемпионатах в спринте и классике, но выше 16-го места не поднималась. На Олимпийских играх в Лейк-Плэсиде 1980 года Кэти участвовала на трёх дистанциях, но лучшее место было 16-м на дистанции 1500 метров. В забеге на 500 м заняла 18-е место, а на 1000 м стала 24-й. В 1984 году Вогт впервые стала серебряным призёром чемпионата Канады на дистанции 1500 м. В том же году завершила карьеру спортсменки.

## Личная жизнь
Кэти Вогт вышла замуж за канадского хоккеиста Рэнди Грегга 9 июня 1984 года. В настоящее время Грегг работает врачом. У них четверо детей, Сара, Райан играет в хоккей с шайбой, Джессика — медалистка чемпионатов мира по шорт-треку и Джейми — конькобежец национальной сборной Канады. Проживают в Эдмонтоне, Канада. Также приходится свекровью бывшей канадской конькобежки Даниэль Уотерспун-Грегг.